# Mimosa farinosa
Mimosa farinosa es una especie de arbusto en la familia de las fabáceas. Es originaria de Sudamérica donde se distribuye en Argentina.

## Descripción
Es un arbusto perennifolio que se encuentra a una altitud de 500 a 1500 metros.

## Taxonomía
Mimosa farinosa fue descrita por August Heinrich Rudolf Grisebach  y publicado en Abhandlungen der Königlichen Gesellschaft der Wissenschaften zu Göttingen 19: 134. 1874.
Etimología
Mimosa: nombre genérico derivado del griego μιμος (mimos), que significa "imitador"
farinosa: epíteto latino que significa "harinosa".